# Bray Wanderers AFC
Bray Wanderers Association Football Club je irský fotbalový klub z města Bray v hrabství Wicklow, který v současnosti hraje 1. irskou fotbalovou ligu. Klub byl založen roku 1942, klubovou barvou je zelená a bílá a domácí zápasy hrají na Carlisle Grounds.